# Bánovo (sedlo)
Bánovo (915 m n. m.) je luční sedlo v hlavním hřebeni Veporských vrchů, v podcelku Balocké vrchy, mezi vrchy Bánov (1077,6 m n. m.) a Kostolný vrch (1057,5 m n. m.).
Sedlo je křižovatkou turistických stezek: červeně značená Rudná magistrála vede ze sedla Zbojská na Klenovský Vepor (1338,2 m n. m.), zeleně značená trasa do osady Bánovo a modře značená trasa do Tisovce.